# كيتوبروفين
الكيتوبروفين هو راسمي لحمض (RS)-2-(3-benzoylphényl)propionique.
مصاوغه المراتي R يسمى ديكسكيتوبروفان.
هو عنصر من قائمة مشتقات حمض البروبيونيك، جزء من قسم مضادات الالتهاب اللاستيرويدية بالإضافة إلى خاصية تسكين الألم وخفض الحرارة.
يعمل عن طريق تثبيط إنتاج البروستاغلاندين.

## الأسماء التجارية
1. كيتوبرك
2. كيتوفان
3. كيتوبروفن
4. كيتوفلام
5. جيسيكت 75
6. بروفينيد

## الاستخدامات الطبية
يعتبر الكيتوبروفين من مضادات الالتهاب اللاسترويدية وهو يستعمل كمسكن وكخافض للحرارة. يستخدم الكيتوبرفن على نطاق واسع كمسكن للآلام، خاصة آلام الأسنان وآلام العظم وهذا من أشهر استخداماته أيضًا يستخدم في علاج الصداع.

## الأعراض الجانبية
كالحال مع مضادات الالتهاب اللاسترويدية (NSAID) فإن للكيتوبروفين آثار جانبية على المعدة تتمثل في غثيان أو قيء وهذه الأعراض قد تحدث أحيانًا.